# Peter Klein (Historiker)
Peter Klein (* 1962) ist ein deutscher Historiker, der sich vorwiegend mit den Kriegsverbrechen der Wehrmacht und dem Holocaust befasst.

## Leben und Werk
Peter Klein studierte neuere Geschichte, Politikwissenschaft sowie Buch- und Bibliothekswissenschaft in Erlangen und Berlin. 
Peter Klein war von 1997 bis 2004 als wissenschaftlicher Mitarbeiter bei der Hamburger Stiftung zur Förderung von Wissenschaft und Kultur von Jan Philipp Reemtsma tätig. Hier betreute Klein unter anderem das Projekt „Geschichte des Rigaer Ghettos“ und war Sprecher im Team der Ausstellung „Verbrechen der Wehrmacht. Dimensionen des Vernichtungskrieges 1941–1944“. Peter Klein ist freier wissenschaftlicher Mitarbeiter bei der Gedenk- und Bildungsstätte Haus der Wannsee-Konferenz und übernimmt historische Recherchetätigkeiten für ZDF und BBC. Seit 2013 lehrt er als Professor am Touro College Berlin und ist Dekan des Masterstudiengangs Holocaust Studies / Tolerance Studies.

## Veröffentlichungen
- mit Andrej Angrick: Die „Endlösung“ in Riga. Ausbeutung und Vernichtung; 1941–1944. WBG, Darmstadt 2006, ISBN 3-534-19149-8
- Peter Klein (Hrsg.): Die Einsatzgruppen in der besetzten Sowjetunion 1941/42. Schriftenreihe Gedenkstätte „Haus der Wannsee-Konferenz“, 6. Hentrich, Berlin 1997, ISBN 3-89468-200-0
- Peter Klein: Theresienstadt: Ghetto oder Konzentrationslager? In: Jaroslava Milotová und Michael Wögerbauer (Hrsg.): Theresienstädter Studien und Dokumente 2002. Sefer-Verlag, Prag, 2006, S. 111–123. ISBN 80-85924-46-3
- Peter Klein: Die „Gettoverwaltung Litzmannstadt“ 1940 bis 1944: eine Dienststelle im Spannungsfeld von Kommunalbürokratie und staatlicher Verfolgungspolitik. Hamburger Edition, Hamburg, 2009, ISBN 978-3-86854-203-5
- Norbert Kampe, Peter Klein (Hrsg.): Die Wannsee-Konferenz am 20. Januar 1942: Dokumente, Forschungsstand, Kontroversen. Böhlau-Verlag, Köln, Weimar, Wien 2013, ISBN 978-3-412-21070-0